# Выжженный рай
«Выжженный рай» (альтернативное название — «Пылающий рай»; иер. трад. 火燒紅蓮寺, упр. 火烧红莲寺, кант.-рус.: Фо сиу Хун Линь чи, буквально: «Пылающий храм Красного лотоса», англ. Burning Paradise) — гонконгский фэнтезийный приключенческий боевик 1994 года, срежиссированный Ринго Ламом по сценарию Нам Иня и Вон Ваньчхоя. Главные роли исполнили Вилли Цзи и Карман Лэй. По сюжету ученик Шаолиня и беглянка из борделя попадают в плен к маньчжурскому генералу в храм Красного лотоса, где они вынуждены бороться за своё существование, а в дальнейшем искать способы вырваться на свободу.

## Сюжет
Во времена правления династии Цин молодой ученик монастыря Шаолинь Фон Сайюк и его учитель Чинан спасаются бегством от преследующих их агентов маньчжурского правительства. Эти двое стали беглецами после того, как император Юнчжэн отдал приказ уничтожить Шаолинь за заговор с целью свержения правительства. Во время бегства они встречают проститутку по имени Таутау, которая помогает им спрятаться. Однако, в конце концов, их троих окружает муж капли крови и его воины. Чинана убивают, а Сайюка и Таутау берут в плен.
Двое оказываются в заключении в храме Красного лотоса, где содержатся в плену и другие ранее схваченные последователи Шаолиня. Начальник тюрьмы, Сань Кун — жаждущий власти бывший генерал, по воле которого все заключённые становятся рабами. Он также расставляет ловушки по всей территории, чтобы наказывать инакомыслящих, бунтарей и беглецов. Генерал завербовал одного из учеников Шаолиня, Хун Хэйкуня, в качестве бригадира. Сайюк и Хэйкунь сражаются, пока первый из них не получает ранение от копья, брошенного Куном. Оставленный умирать в яме, полной трупов, раненный встречает монаха Шаолиня Чисиня, которого также когда-то бросили туда.
Тем временем Таутау становится наложницей Куна. Когда генерал предлагает исполнить её желание, она просит освободить Сайюкаа в обмен на её рабство. Поначалу Кун соглашается, но вскоре отказывается после того, как начинает ревновать её к Сайюку, и бросает парня обратно в яму. Также становится известным любовный треугольник между главной жрицей Чхёй Хо, Хун Хэйкунем и жрицей Лук. Хо ловит Хэйкуня, когда тот проследил за ней у тайнику со взрывчаткой, но в итоге отпускает его. Однако Лук предаёт Хэйкуня, раскрывая, что он двойной агент, использующий свою свободу в качестве бригадира, чтобы создать карту храма для будущего побега заключенных. Теперь, когда обман раскрыт, Хэйкунь помогает Сайюку освободить заключённых, которые в отместку убивают Лук.
Ученики Шаолиня и маньчжурские солдаты сталкиваются, но людям генерала удаётся разделить и запереть бунтарей между воротами. Сайюк и Хэйкунь сбегают от солдат, и Хун раскрывает свой план освобождения заключённых, взорвав ловушки взрывчаткой из оружейного тайника. Двое находят Таутау, запертую в спальне Куна, но Хо противостоит им. Она проигрывает бой, когда сломанная кровать падает ей на ногу и обездвиживает девушку. Ловушка, вмонтированная в кровать, приводит Таутау и Сайюка в яму, а спальня начинает заполняться ядовитым газом. Хэйкунь, благодарный за то, что Хо пощадила его раньше, возвращает ей долг, вынося её из комнаты, прежде чем яд успеет убить кого-либо из них.
Таутау и Сайюк следуют по тропе к катакомбам с мёртвыми наложницами. Параллельно Хэйкунь и покалеченная Хо пробираются к месту хранения взрывчатки, но ловушка в итоге убивает девушку. Муж капли крови появляется в катакомбах, чтобы сразиться с Сайюком. В этот момент Хэйкунь начинает раскидывать взрывчатку, заставляя маньчжурских солдат паниковать и эвакуироваться из храма. Двое соперников возобновляют бой в главной кузнице, где противник Сайюка поражён мечом и в конечном итоге взорван. Хэйкунь, Чисинь и оставшиеся последователи Шаолиня пытаются сбежать из храма, но их блокируют. Монах просит учеников прочесть сутру перед обнаруженной статуей Будды, но она оказывается заминирована огнестрельным оружием, после чего некоторые шаолиньские последователи погибают. Кун своим голосом заманивает Хэйкуня и Сайюка на арену. Тем временем поклоны учеников открывают небольшое отверстие над статуей Будды, которое они расширяют, поджигая порох возле статуи. Когда храм рушится, Кун показывает, что он могущественный мастер боевых искусств, использующий чернильную бумагу в качестве мощных снарядов. Сайюк временно ослепляет Куна его собственными чернилами, и они вдвоём с Хэйкунем успешно убивают противника, повесив его на цепях. Все оставшиеся в живых успевают покинуть храм, а Сайюк на лошади сопровождает Таутау по дороге домой.

## В ролях
| Актёр      | Роль            |
| ---------- | --------------- |
| Вилли Цзи  | Фон Сайюк       |
| Карман Лэй | Таутау          |
| Джон Чхин  | муж капли крови |
| Линь Цюань | Чхёй Хо         |
| Ян Шэн     | Хун Хэйкунь     |
| Юнь Камфай | Тхун Чхинькань  |
| Вон Камкон | Сань Кун        |
| У Сицянь   | монах Чинан     |
| Ли Цзи     | мастер Чисинь   |